# Kawanishi E7K
| Função              | Avião de Reconhecimento    |
| Fabricante          | Kawanishi Aircraft Company |
| Primeiro Voo        | 6 de Fevereiro, 1933       |
| Introdução          | 1935                       |
| Aposentadoria       | 1943                       |
| Operador Principal  | IJN Air Service            |
| Números Construídos | 533                        |

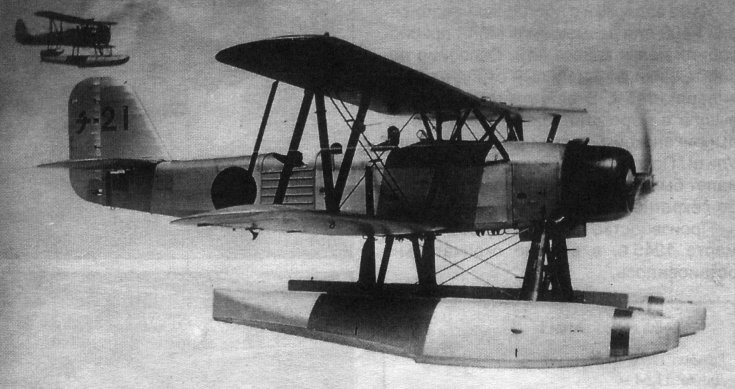

O Kawanishi E7K (conhecido pelo codinome Alf pelos aliados na segunda guerra mundial) foi um hidroavião produzido no Japão pela companhia Kawanishi. Era um avião com uma tripulação de 3 pessoas e tinha como principal função reconhecimento aéreo.

## Desenvolvimento e design
Esta aeronave foi solicitada pela Marinha Imperial Japonesa em 1932 e fez seu primeiro voo em 6 de fevereiro de 1933. Era impulsionado por um motor de 12 cilindros em W refrigerado a água Hiro Type 91 de 500hp em suas primeiras versões de produção.
Este hidroavião foi sucedido pelo Aichi E13A

## Versões
- E7K1 – Versão de produção com motorização Hiro Type 91 de 600 hp  W-12 refrigerado a água
- E7K2 – Versão de produção com motorização Mitsubishi Zuisei 11 de 870 hp radial refrigerado a ar

## Armamento
Uma metralhadora frontal de 7,7mm Tipo 92
Uma metralhadora traseira de 7,7mm Tipo 92
Uma metralhadora inferior giratória de 7,7mm Tipo 92
Carga de bombas: 4 bombas de 30Kg ou 2 de 60 Kg

## Especificações

#### E7K1
Dimensões
- Comprimento: 10,41m
- Envergadura: 14,00 m
- Altura:4,81 m

Pesos
- Vazio: 1970kg
- Carregado:3000kg

Performance
- Velocidade Máxima: 238 km/h
- Autonomia: 12h

#### E7K2
Dimensões
- Comprimento: 10,50m
- Envergadura: 14,00 m
- Altura:4,85 m

Pesos
- Vazio: 2100kg
- Carregado:3300kg

Performance
- Velocidade Máxima: 276 km/h
- Teto de serviço: 7060m
- Autonomia: 11,32h

## Produção
Kawanishi Kokuki K. K., em Naruo:
- 2 protótipos E7K1 (1933)
- 183 aeronaves E7K1 (1934-38)
- 1 protótipo E7K2(1938)
- 287 aeronaves E7K2 (1938-41)

Nippon Hikoki K. K., em Tomioka:
- 57 aeronaves E7K1 e E7K2 (1937-39)